# كانتون فالي (كونيتيكت)
كانتون فالي (بالإنجليزية: Canton Valley, Connecticut)‏ هي أماكن مخصصة للتعداد تقع في الولايات المتحدة في كونيتيكت. يقدر عدد سكانها بـ 1,580 نسمة ومساحتها 4.6 كم2 وترتفع عن سطح البحر 104.24 متر.

## التركيبة السكانية
حدّد مكتب تعداد الولايات المتحدة بيانات التركيبة السكانية لكانتون فالي في تعداد الولايات المتحدة. في ما يلي، التركيبة السكانية حسب تعدادي 2000 و2010.

### تعداد عام 2000
بلغ عدد سكان كانتون فالي 1,565 نسمة بحسب تعداد عام 2000، وبلغ عدد الأسر 749 أسرة وعدد العائلات 410 عائلة مقيمة في المنطقة السكنية. في حين سجلت الكثافة السكانية 340.2 نسمة لكل كيلومتر مربع (881.1/ميل2). وبلغ عدد الوحدات السكنية 764 وحدة بمتوسط كثافة قدره 166.1 لكل كيلومتر مربع (430.2/ميل2).
وتوزع التركيب العرقي للمنطقة السكنية بنسبة 96.93% من البيض و0.58% من الأمريكيين الأفارقة و0.32% من الأمريكيين ذوي الأصول الآسيوية و1.09% من الأعراق الأخرى و1.09% من عرقين مختلطين أو أكثر و1.15% من الهسبانيون أو اللاتينيون من أي عرق.
بلغ عدد الأسر 749 أسرة كانت نسبة 25.9% منها لديها أطفال تحت سن الثامنة عشر تعيش معهم، وبلغت نسبة الأزواج القاطنين مع بعضهم البعض 43.4% من أصل المجموع الكلي للأسر، ونسبة 9.3% من الأسر كان لديها معيلات من الإناث دون وجود شريك،  بينما كانت نسبة 2% من الأسر لديها معيلون من الذكور دون وجود شريكة وكانت نسبة 45.3% من غير العائلات. تألفت نسبة 40.5% من أصل جميع الأسر من عدة أفراد يعيشون في نفس المنزل ونسبة 18.8% كانت تتألف من شخص يعيش بمفرده يبلغ من العمر 65 عاماً أو أكثر. وبلغ متوسط حجم الأسرة المعيشية 2.09، أما متوسط حجم العائلات فبلغ 2.84.
بلغ العمر الوسطي للسكان 40.3 عاماً. وكانت نسبة 22.2% من القاطنين تحت سن الثامنة عشر، وكانت نسبة 3.9% بين الثامنة عشر والرابعة والعشرين عاماً، ونسبة 33% كانت واقعةً في الفئة العمرية ما بين الخامسة والعشرين والرابعة والأربعين عاماً، ونسبة 24.3% كانت ما بين الخامسة والأربعين والرابعة والستين، ونسبة 16.5% كانت ضمن فئة الخامسة والستين عاماً فما فوق. يوجد لكل 100 أنثى 88.1 ذكر، ويوجد لكل 100 أنثى في الثامنة عشر من عمرها فما فوق 82.2 ذكر.
بلغ متوسط دخل الأسرة في المنطقة السكنية 46,543 دولارًا، أما متوسط دخل العائلة فبلغ 64,028 دولارًا. وكان متوسط دخل الذكور 45,938 دولارًا مقابل 32,298 دولارًا للإناث. وسجل دخل الفرد الخاص بالمنطقة السكنية 25,206 دولارًا. وكانت نسبة 6.6% من العائلات ونسبة 7.4% من السكان تحت خط الفقر، وكان من هؤلاء نسبة 7.8% تحت سن الثامنة عشر ونسبة 1.7% في الخامسة والستين من العمر وما فوق.

### تعداد عام 2010
بلغ عدد سكان كانتون فالي 1,580 نسمة بحسب تعداد عام 2010، وبلغ عدد الأسر 757 أسرة وعدد العائلات 400 عائلة مقيمة في المنطقة السكنية. في حين سجلت الكثافة السكانية 343.5 نسمة لكل كيلومتر مربع (889.7/ميل2). وبلغ عدد الوحدات السكنية 787 وحدة بمتوسط كثافة قدره 171.1 لكل كيلومتر مربع (443.1/ميل2).
وتوزع التركيب العرقي للمنطقة السكنية بنسبة 95.25% من البيض و1.08% من الأمريكيين الأفارقة و1.20% من الأمريكيين ذوي الأصول الآسيوية و0.06% من سكان جزر المحيط الهادئ و0.70% من الأعراق الأخرى و1.71% من عرقين مختلطين أو أكثر و2.22% من الهسبانيون أو اللاتينيون من أي عرق.
بلغ عدد الأسر 757 أسرة كانت نسبة 24.6% منها لديها أطفال تحت سن الثامنة عشر تعيش معهم، وبلغت نسبة الأزواج القاطنين مع بعضهم البعض 41.2% من أصل المجموع الكلي للأسر، ونسبة 8.9% من الأسر كان لديها معيلات من الإناث دون وجود شريك،  بينما كانت نسبة 2.8% من الأسر لديها معيلون من الذكور دون وجود شريكة وكانت نسبة 47.2% من غير العائلات. تألفت نسبة 42.9% من أصل جميع الأسر من عدة أفراد يعيشون في نفس المنزل ونسبة 18.9% كانت تتألف من شخص يعيش بمفرده يبلغ من العمر 65 عاماً أو أكثر. وبلغ متوسط حجم الأسرة المعيشية 2.09، أما متوسط حجم العائلات فبلغ 2.91.
بلغ العمر الوسطي للسكان 45.1 عاماً. وكانت نسبة 19.9% من القاطنين تحت سن الثامنة عشر، وكانت نسبة 6.4% بين الثامنة عشر والرابعة والعشرين عاماً، ونسبة 23.4% كانت واقعةً في الفئة العمرية ما بين الخامسة والعشرين والرابعة والأربعين عاماً، ونسبة 31.3% كانت ما بين الخامسة والأربعين والرابعة والستين، ونسبة 18.9% كانت ضمن فئة الخامسة والستين عاماً فما فوق. وتوزع التركيب الجنسي للسكان بنسبة 47.2% ذكور و52.8% إناث.